# 上海市市东中学
上海市市东中学（上海市市东实验学校）是中華人民共和國上海市楊浦區霍山路520号的一所公辦完全中學，前身是公共租界工部局以及聂缉槼家族於1916年創辦的聶中丞華童公學。該地原址為聶雲台所有。學校開辦初期採用英國學制，非國文課的教材一律為英文課本。1936年後開始採用中英雙語教學。1937年第二次中日戰爭爆發後，學校搬遷至上海英租界。1938年起，學校成為完全中學。1941年，學校更名為緝槼中學，校名來自於聶雲台之父聶緝槼。同年學校搬回原址。1942年後，學校出現首位華人校長，此前校長均為英國人。1945年，上海市政府接管該校，並將該校更名為上海市立緝槼中學。1951年，學校更名為上海市市東中學。該校知名校友有費達夫。
2004年2月25日，位於市東中學內的缉槼中学教学楼被列为杨浦区登记不可移动文物，也是上海市优秀历史建筑。後來缉槼中学教学楼被改造成吕型伟书院。